# 삼성 갤럭시 S4 미니
삼성 갤럭시 S4 미니(Samsung GALAXY S4 Mini)는 삼성전자에서 제조/판매하는 안드로이드 스마트폰으로, 갤럭시 S III 미니의 후속 제품이다.
2013년 5월 31일 삼성전자 공식블로그인 삼성 투모로우, 2013년 6월 20일에는 삼성 프리미어 2013 갤럭시 & 아티브 행사를 통해 공개하여, 2013년 7월 9일에는 표준 3G 모델, 표준 듀얼심 3G 모델, 표준 LTE 모델이, 2013년 9월 24일에는 표준 듀얼모드 LTE 모델이 출시했다.

## 연혁
- 2013년 5월 31일 : 삼성투모로우 (삼성전자 공식 블로그)에서 제품 공개[3][4]
- 2013년 6월 20일 : 삼성 프리미어 2013 갤럭시 & 프리미어에서 제품 공개[5]
- 2013년 7월 9일 : I9190/9192/9195 모델 출시[6]
- 2013년 9월 24일 : I9197 모델 출시[7]
- 2014년 6월 14일 : I9195 모델 4.4 킷캣 업그레이드[8]
- 2014년 12월 8일 : SHV-E370K 모델 4.4.4 킷캣 업그레이드
- 2016~: 삼성 kies를 통한 5.0 업그레이드 가능

## 색상
- 블랙 미스트
- 화이트 프로스트
- 블루 아크틱
- 퍼플 미라지
- 레드 오로라
- 브라운 어텀
- 라 플뢰르 에디션 (빨간색 바탕)
- 핑크
- 옐로우
- 블랙 에디션/딥 블랙

## 운영체제/소프트웨어

### 안드로이드 4.4 킷캣
안드로이드 OS 4.2.2 젤리빈을 탑재하여 출시했다.
(현재는 삼성 kies를 통해서 OS 4.4까지 업그레이드를 할 수 있다.)

#### 특수 기능
- 드라마 샷 : 빠르게 움직이는 사물의 연속모션을 한 장의 사진으로 합성한다.

- 사운드 앤 샷 : 사진 촬영 당시의 소리를 사진과 함께 담아 저장한다.

- 스토리 앨범 : 촬영한 사진을 메모, 위치정보, 날씨 등 다양한 내용과 함께 담아 마음에 드는 디지털 앨범으로 만든다.

이렇게 꾸민 디지털 앨범을 온라인으로 주문하여 실물 앨범으로 배송하는 것도 가능하다.
- 스마트 일시정지 : 앞면 카메라를 통해 사용자가 동영상 시청 중 시선을 다른 곳으로 옮기는 것을 인식하면 동영상이 멈추고, 다시 화면을 보면 별도의 조작 없이 비디오가 멈춘 구간부터 다시 재생한다.

- 스마트 스크롤 : 인터넷, 이메일 또는 전자책을 볼 때 앞면 카메라를 통해 시선을 먼저 인식한 후 스마트폰의 기울기에 따라 화면을 위아래로 이동한다.

- 스마트 스테이 : 앞면 카메라를 통해 사용자의 눈동자와 얼굴을 인식하여 사용 중일 때에는 디스플레이가 꺼지지 않도록 유지한다.

- 어댑트 디스플레이: 센서를 활용하여 주변 조도에 따라 화면 밝기, 선명도 자동으로 조절한다.

- 어댑트 사운드 : 가청 범위를 측정하여 사용자에게 적합한 음성 출력을 제공한다.

- S 헬스 : 장착된 각종 센서와 별도로 판매하는 액세서리를 통해 걸음 수, 심박수 등의 정보를 통해 사용자의 건강 상태와 웰빙 정보를 확인한다.

- 그룹 플레이 : 와이파이 다이렉트 프로토콜을 사용하여 동일한 와이파이 환경에서 그룹 플레이에 참여한 단말기의 연결을 통해 하나의 동작을 공유한다.

- 셰어 뮤직 : 두대 이상의 셰어 뮤직을 지원하는 기기가 한 음악을 동시에 실행해 서라운드 사운드 스피커처럼 작동한다.

- S 빔

- S 트레버

- 워치온 : 적외선 통신을 이용하여 에어컨, TV, 셋톱박스, DVD 플레이어 등의 기기 제어한다.

- S 번역기 : 이메일, 문자, 챗온 메시지 등을 송수신 중 바로 번역해 텍스트나 음성으로 번역한다.

- S 보이스 : 기존의 S 보이스에서 강화했다.

자동차 안에서 블루투스로 기기에 연결하면 자동으로 운전 모드로 변환되어, 운전 중 통화, 메시지 전송, 메모, 음악 등을 음성만으로 조작한다.

## 특수액세서리

### S 밴드
걸은 거리와 수면상태를 측정하며, 블루투스 통신을 통해 S 헬스 기능과 연동 할 수 있다.

### HRM (Heart Rate Monitor)
심장 박동수치를 측정하며, 블루투스 통신을 통해 S 헬스 기능과 연동 할 수 있다.

### 바디 스케일
몸무게를 측정하며, 블루투스 통신을 통해 S 헬스 기능과 연동 할 수 있다.

## 변형 기종

### GT-I9195L
갤럭시 S4 MINI 4G 버전의 멕시코 TELCEL 모델이다. 스펙은 같으나, 통신사 앱이 많이 깔려 있다.

### 대한민국

#### SHV-E370K/D
GT-i9195를 기반으로 KT전용모델과 자급제용으로 2013년 8월 28일 출시되었다.현재 4.4 킷켓까지 업그레이드가 가능하다.
LTE를 Cat.4 규격까지 지원하여 최대 150 Mbps의 다운로드를 지원하며, FM라디오를 지원하지 않는다.
LINEAGE OS 15.1를 사용하면 안드로이드 8.1까지 업그레이드가 가능하다. 다만 삼성에서 제공되는 OS 가 아니기에 기타 설정은 개인이 해야하고 OS를 구분하는 앱(원내비등)은 설치가 거부되어 실행이 안된다.

## 같이 보기
- 삼성 갤럭시 S4
- 삼성 갤럭시 S4 액티브
- 삼성 갤럭시 S4 줌